# 魚津八幡宮
魚津八幡宮（うおづはちまんぐう）は、富山県魚津市田地方町に鎮座する神社。旧社格村社。

## 諸元
- 祭神 - 譽田別尊、相殿天満宮（菅原道真）[1]
- 例祭 - 4月13日（春祭）、8月25日（天満宮祭）、9月14日（秋祭）[1]帛量
- 境内地 - 908坪[1]
- 氏子数 - 550戸[1]
- 特殊神事 - 氏子献燈神輿乗上げ神事[1]

## 歴史
白雉元年（650年）に一帯が開墾される際に創立したとされている。
かつては加積郷小戸闢山に鎮座し、北陸道の大社として社領も千石あった。その後乱世の戦禍により大破した後は、松倉城内に遷座。天正4年（1576年）8月10日の松倉城落城した後は、当時の神主の西尾兵部により小戸中島（現・魚津市街地）に遷座し、『中島八幡宮』と称した。しかしその八幡宮も八幡宮騒動（後述）によって文政12年（1829年）に社殿は廃滅同様となり、小祠を止めるに至った。
明治時代より再度八幡宮と公称し、氏子崇敬者挙げての社殿および境内地の拡張整備、往時の祭事神賑の復活により、魚津八幡宮公園と供称されるようになる。大正元年（1912年）に富山日報社（現・北日本新聞社）が富山県下に最も信仰篤き社寺の投票募集の際、当社が当選した。大正14年（1925年）9月11日、神饌幣帛供進神社に指定された。

### 八幡宮騒動
文政11年（1828年）、富山藩主前田淡路守から、魚津八幡社へ賜った、剣梅鉢の前田藩主御定紋付の献灯四張りを、八幡社の御用心秋山志摩助が紛失したか破損したことから、不注意不届きで魚津町奉行岡田平兵衛から厳しい叱責を受け、当神社による宮祭りが禁止され、さらに翌文政12年（1829年）3月、市内諏訪町の諏訪神社の祭りのことで、当時交代で神事を受け持っていた神明社（現・魚津神社）と八幡社が争い、双方が藩の寺社奉行に直訴した。これを不満に思った氏子たちが三晩にわたり太鼓を鳴らして声をあげて春祭執行の請願をしたが、これによる判決は八幡社側の主張が通らなかった。これにより氏子67人は金沢公事場に招出され、41人は入牢し、首謀者3人は晒首の刑に処された。境内には当騒動の顕彰碑（昭和39年〔1964年〕4月建立）が存在する。

## 魚津八幡宮献灯みこし祭り
毎年9月の第3土曜日に開催される、明治以降の祭礼の復興と八幡宮の犠牲者の慰霊を目的とした祭事である。昼間は晒首の場に築かれた小塚に参り、続いて境内の顕彰碑の参拝を経て、夜のみこし祭りに至る。献灯に飾られた氏子12カ町、12基と1基のこどもみこし、計13基のみこしが順番にお祓いをうけては笛太鼓と掛け声をかけながら次々に3回ずつ拝殿に乗り上げる。